# Antoni Simon Tarrés
Antoni Simon i Tarrés (Gerona, 13 de julio de 1956) es un historiador y profesor universitario español, especializado en la historia de Cataluña de la Edad Moderna.
Licenciado en Historia en 1978 en la Universidad Autónoma de Barcelona, especializándose en historia moderna, se doctoró en 1983 con la tesis La crisis del Antiguo Régimen en Girona (1983). Desde 1980 es profesor en esta universidad, y desde 1997 catedrático del Departamento de Historia Moderna y Contemporánea (Unidad de Historia Moderna). Ha seguido varias líneas de investigación, como la demografía histórica, a la que dedicó numerosos artículos y libros. Se ha ocupado también del estudio de la historia social y la historia política e institucional centrándose especialmente en la guerra de los Segadores y la Guerra de Sucesión Española. Es autor también de un gran número de artículos tanto de divulgación como en publicaciones especializadas, prólogos, ponencias, conferencias y seminarios y participa en numerosos proyectos de investigación. Fue uno de los fundadores del Cercle d'Estudis Històrics i Socials de Girona, del cual es vicepresidente. Desde febrero de 2007 también es miembro numerario de la Sección Histórico-Arqueológica del Instituto de Estudios Catalanes, y desde 2014 el Secretario de la Sección Histórico-Arqueológica.

## Obras
- Aproximació al pensament demogràfic a Catalunya (1995)
- La població catalana a l'època moderna. 10 estudis (1996)
- Guerra i vida pagesa a la Catalunya del segle XVII (1986), con A. Pladevall
- Cavallers i ciutadans (1991)
- Pagesos, capellans, industrials (1993)
- Cròniques del Rosselló (1998)
- Els orígens ideològics de la revolució catalana (1999])
- Cròniques de la guerra dels segadors (2003)
- Construccions polítiques i identitats nacionals. Catalunya i els orígens de l'estat modern espanyol (2005)
- Pau Claris, líder d'una classe revolucionària (2008)
- Els orígens del miracle econòmic català (2022)